# Franekeradeel
Franekeradeel – gmina w Holandii, w prowincji Fryzja. Powstała ona w 1984 r. poprzez połączenie dawnej gminy o tej samej nazwie, miasta Franeker oraz części gminy Barradeel. Na terenie gminy znajduje się kilkanaście miejscowości: Achlum, Boer, Dongjum, Firdgum, Franeker, Herbaijum, Hitzum, Klooster-Lidlum, Oosterbierum, Peins, Peitersbierum, Ried, Schalsum, Sexbierum, Tzum, Tzummarum oraz Zweins.